# ایشا ربا
ایشا ربا (به انگلیسی: Eesha Rebba) (زاده ۱۹ آوریل ۱۹۹۰) بازیگر هندی است.
از کارهای معروف او می‌توان به بازی در فیلم‌های داستان‌های کوتاه، مجرد جذاب، با آن مبارزه کن، قبل از آن بعد از آن و ترس اشاره کرد.